# Conjunto histórico-artístico de Lorca
Parte antiga da cidade de Lorca, englobando também a área do Castelo de Lorca, declarada patrimônio histórico-artístico em 5 de março de 1964, sendo a primeira na Região de Múrcia com esta distinção.

## Monumentos mais significativos[2]
- Castelo de Lorca (séculos X-XVI)

- Plaza de España (Lorca) (séculos XVI-XVIII) é o centro nevrálgico do Centro Histórico de Lorca. Ali se integram dois edifícios emblemáticos: a Câmara Municipal e a Colegiada de San Patricio (séculos XVI-XVIII).

- Plaza del Caño, antiga praça do verdureiro, é onde antigamente se situavam os edifícios correspondentes ao Pósito (século XVI), os talhos (antigo arquivo municipal) e a Casa del Corregidor (actual Tribunal de Lorca), também do século XVI.

- Colegiada de San Patricio (séculos XVI-XVIII). Foi declarado Monumento Histórico-Artístico em 1941.

- Câmara Municipal de Lorca (séculos XVI-XVII), edifício do século XVII inicialmente construído como prisão real por Alonso Ruiz de la Jara.

- Palácio de Guevara ou Casa das Colunas (séculos XVII-XVIII)

- Muralha Medieval e o Pórtico de San Antonio circundam o Castelo. O Pórtico de San Antonio (também conhecido como Puerta de San Ginés) é uma porta de acesso medieval ao recinto fortificado. Data do final do século XIII e início do XIV.

- Teatro Guerra, é o teatro mais antigo da Região de Múrcia, inaugurado em 1861.

- Complexo Monumental de Santo Domingo, (séculos XVII-XVIII).

- Igreja de São Francisco, originária do século XVI, sofreu severas reformas que modificaram quase completamente sua arquitetura inicial. Tem uma fachada classicista e um interior maioritariamente barroco

- Casino Artístico e Literário, um edifício único com aspecto andaluz, desenhado por Manuel Martínez de Lorca.

- Casa-Palácio da família Salazar-Rosso (séculos XVI-XVII), sede do Museu Arqueológico Municipal de Lorca.